# Pirineus TV
Pirineus TV (en français Pyrénées TV) est une chaîne de télévision privée locale espagnole en catalan de la région d'Urgell (Catalogne) également diffusée en Principauté d'Andorre avec un programme spécialement orienté vers la Principauté d'Andorre.
Pirineus TV est ainsi une chaîne de télévision à destination de deux États : l'Andorre d'un côté et le nord de la région Catalogne en Espagne de l'autre côté.

## Histoire de la chaîne
Le groupe de communication Cadena Pirenaica de Ràdio i Televisió, qui possède en Principauté d'Andorre la station de radio Radio Valira, lance à titre expérimental le 11 septembre 2003 les premières émissions de Pirineus TV, puis de façon régulière à partir du 29 mars 2004 en proposant des informations et des reportages culturels sur Andorre et La Seu d'Urgell. 
Pirineus TV émet en catalan, mais diffuse également des émissions en français une heure par semaine, car le français est aussi parlé en Principauté d'Andorre.
En 2015, Pirineus TV est ainsi la seule chaîne de télévision privée captée en Principauté d'Andorre et proposant des programmes spécialement destinés pour les téléspectateurs andorrans.

## Programmes
La chaîne émet 24 heures sur 24 toute l'année des émissions d'informations propres à la région et des vidéoclips.

## Logos

zone de diffusion de Pirineus TV en TNT en Catalogne.
zone de diffusion actuelle
zone de diffusion prochaine

Depuis sa création, cette chaîne de télévision a eu 2 logos.

logo de Septembre 2003 à septembre 2012
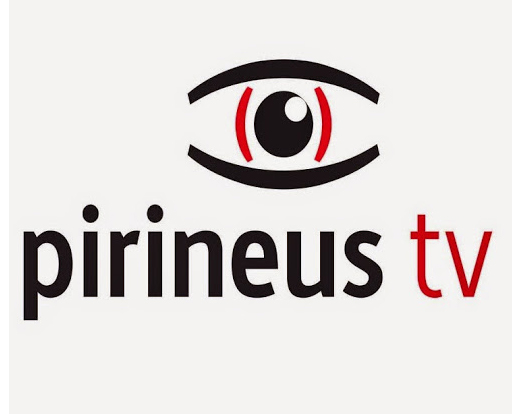
logo depuis septembre 2012.

## Diffusion
La zone de diffusion de Pirineus TV touche la Principauté d'Andorre, l'Alt Urgell (Espagne) et la Cerdagne en France, grâce aux émetteurs situés dans l'Alt Urgell et en Andorre.

### Fréquences
- Diffusion en numérique terrestre : Canal 33 UHF : Alt Pirineu (Espagne) / Canal 57 UHF : Andorre (Principauté d'Andorre).
- Diffusion par câble via Andorra Telecom en Principauté d'Andorre : Canal 50 : Andorre.